# Geneseo, Illinois
Geneseo är en stad (city) i Henry County, i delstaten Illinois, USA. Enligt United States Census Bureau har staden en folkmängd på 6 566 invånare (2011) och en landarea på 11,4 km².